# Acushnet
Acushnet város az USA Massachusetts államában, Bristol megyében. Lakosainak száma 10 559 fő (2020. április 1.).

## Népesség
A település népességének változása:

| 2010 | 10 303 |
| 2020 | 10 559 |